# Hasutasok
A Hasutasok 2006-ban bemutatott magyar filmvígjáték, melynek rendezője, forgatókönyvírója és egyik szereplője Szőke András. 
A film nagy részét Taliándörögdön, illetve a tapolcai vasútállomáson forgatták.

## Történet
Négy régi jó barát – a rendszerváltásig mindnyájan vasutasok – a leépítések áldozatai lesznek. Sok évvel ez után, mikor már a régi állomást is elhordták a tolvajok, Honos falu egykori állomásának egyik dolgozója Béke Dezső értesítést kap a városból, hogy menjen be az állomás irodájára. A MÁV ugyanis ezt a szárnyvonalon lévő állomást nézte ki, hogy a Taszáron állomásozó katonáknak szállított árut ellenőrizzék. Béke Dezső, hogy a négy barát alkalmilag újra álláshoz jusson azt hazudja, az állomás még létezik, és képesek ellátni a feladatot. A katonáknak érkező árut meg a volt állomásfőnök, Zsuzsa Lajos irányításával igyekeznek saját zsebükre eladni (kisebb-nagyobb sikerrel). Az ellenőrzés persze nagyon szigorú a "rövid póráz" rengeteg hazugságra kényszeríti őket. Állomás nincs, de a tehervonatok rakományából remekül élnek. Nem elégszenek meg a saját szükségleteik kielégítésével, kereskedni is szeretnének a lopott áruval. Azt füllentik, hogy vállalkozás formájában beindítják a személyforgalmat Honos állomásról. A hazudozások azonban olyan jól sikerülnek, hogy a MÁV ezt a települést választja a privatizációhoz szükséges médiafelhajtás és ünnepség helyszínéül. A csapat kénytelen kitalálni valamit, hogy ne bukjanak le. Építenek egy paravánt, egy ál-állomást és a főnökséget úgy tartják távol tőle, hogy munkaruházati és fehérnemű divatbemutatót rendeznek. A műsor túl jól sikerül. Az ügyetlen csapat végül nem süpped tovább a hazugság mocsarában. Ehelyett inkább pakolnak, és odébb állnak, hogy folytathassák megszokott életüket.

## Szereplők
- Badár Sándor – Zsuzsa Lajos
- Derzsi János – Tüdő Sándor
- Zelei Gábor – Retek Krisztián
- Szarvas József – Béke Dezső
- Hernádi Judit – Kaukker Erzsike
- Rostás Róbert – Zsuzsa Tamás
- Bordán Irén – K. Kiss Eszter
- Martinovics Dorina – K. Kiss Csenge
- Farkasházi Réka – Ida
- Szőke András – Szőke József, postás
- Horváth János – Dagadt
- Márta István – zenész
- Farkasházy Tivadar – Kardos Kálmán, MÁV-vezérigazgató
- Fábry Sándor – német turista
- Lilienberg Ferenc – vasutas
- Todd Williams
- Varga Livius
- Petrovics Edina
- Hunyadi László
- Mikó György
- Eichinger Ferenc

## Szállóigévé vált mondatok
- "Erzsike közkincs"
- Zsinnyegtetni, (olyan szó ami bármire használható)
- Nekem magyarázod meg, aki az állomásfőnök volt, hogy Lennon vagy Lenin?!

## Nézettség
A nézettségi adatok szerint 107 350 jegyet adtak el rá.